# Liste de sites d'art rupestre en Europe
Cet article recense les sites pétroglyphiques en Europe.

## Liste

### Andorre
- Gravats de la Roca de les Bruixes

### Arménie

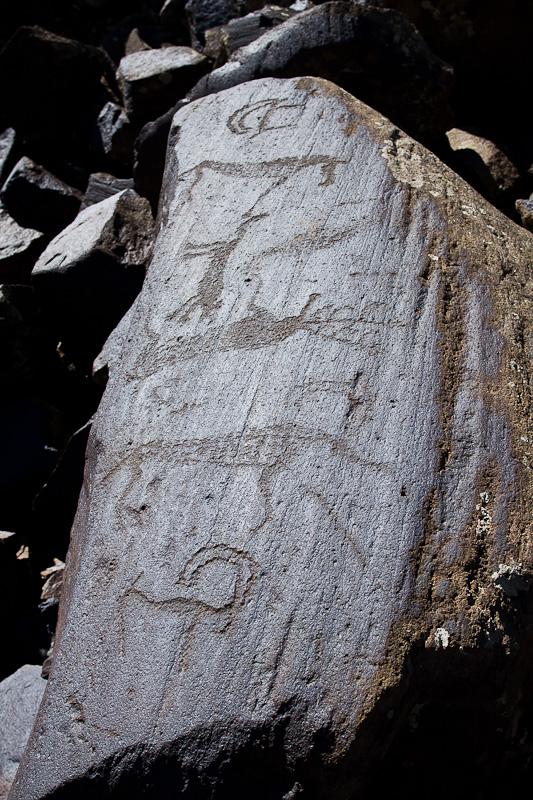
Pétroglyphes d'Oughtasar.

- Aragats[1]
- Oughtasar
- Ourtsadsor
- Voskehat

### Azerbaïdjan
- Réserve de Gobustan

### Espagne
- La Corogne (Galice) : Bouza Abadín, Laxe das Rodas, Pena da Cabra, Pedra das Cabras, ...
- Pontevedra (Galice) : Parc archéologique de Campo Lameiro, Pétroglyphes de Mogor, Pétroglyphes de Ghorghalado, Site archéologique de A Caeira, Site archéologique de Tourón,
- Art rupestre du bassin méditerranéen de la péninsule Ibérique
- Sites d'art rupestre préhistorique de la vallée de Côa (Espagne-Portugal)
- Grottes de Cantabrie (es)
- Art schématique ibérique
- Andalousie : Indalo, Arte sureño andaluz (es)
- Asturies : Idole de Peña Tú
- Province de Cadix : Tajo de las Figuras
- Province de Valence : Abri de Tortosilla (Ayora)
- Îles Canaries : Pétroglyphes de Bentayga, Grande Canarie

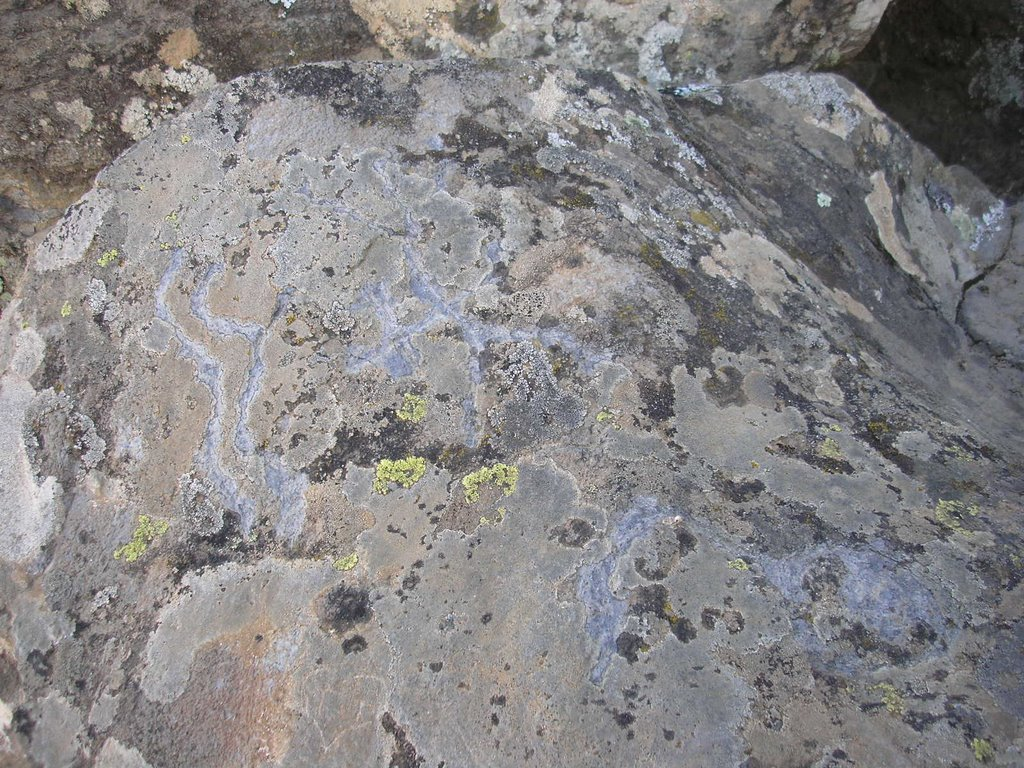
Pétroglyphes de Bentayga, Grande Canarie
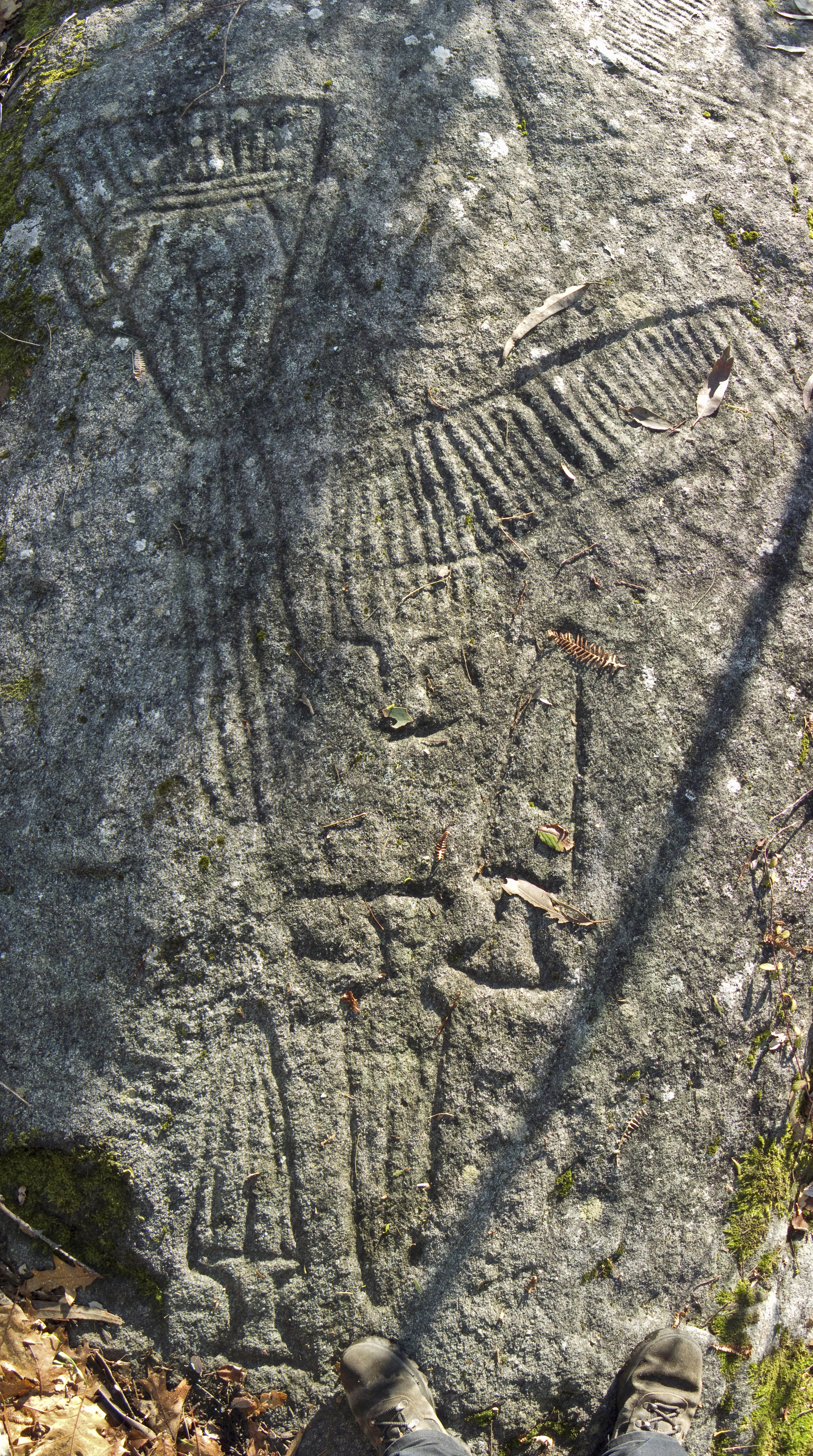
Pétroglyphes, Castriño de Conxo, Saint-Jacques-de-Compostelle

### Finlande
- Hauensuoli, Hanko

### France
- Aisne : Rocher gravé de Brécy
- Alpes : Vallée des Merveilles (parc national du Mercantour), Gravures rupestres du Grand roc Noir (Haute-Maurienne), Rocher du Château (Savoie)
- Hérault : Peiro Escrito à Olargues
- Île-de-France : Ensemble rupestre du massif de Fontainebleau
- Loire-Atlantique : Cartes du Diable, Pierres du Meniscoul
- Poitou : Rochers gravés des Vaux, à Saint-Aubin-de-Baubigné
- Pyrénées-Orientales : Roc de Nou Creus, Rocher gravé de Fornols

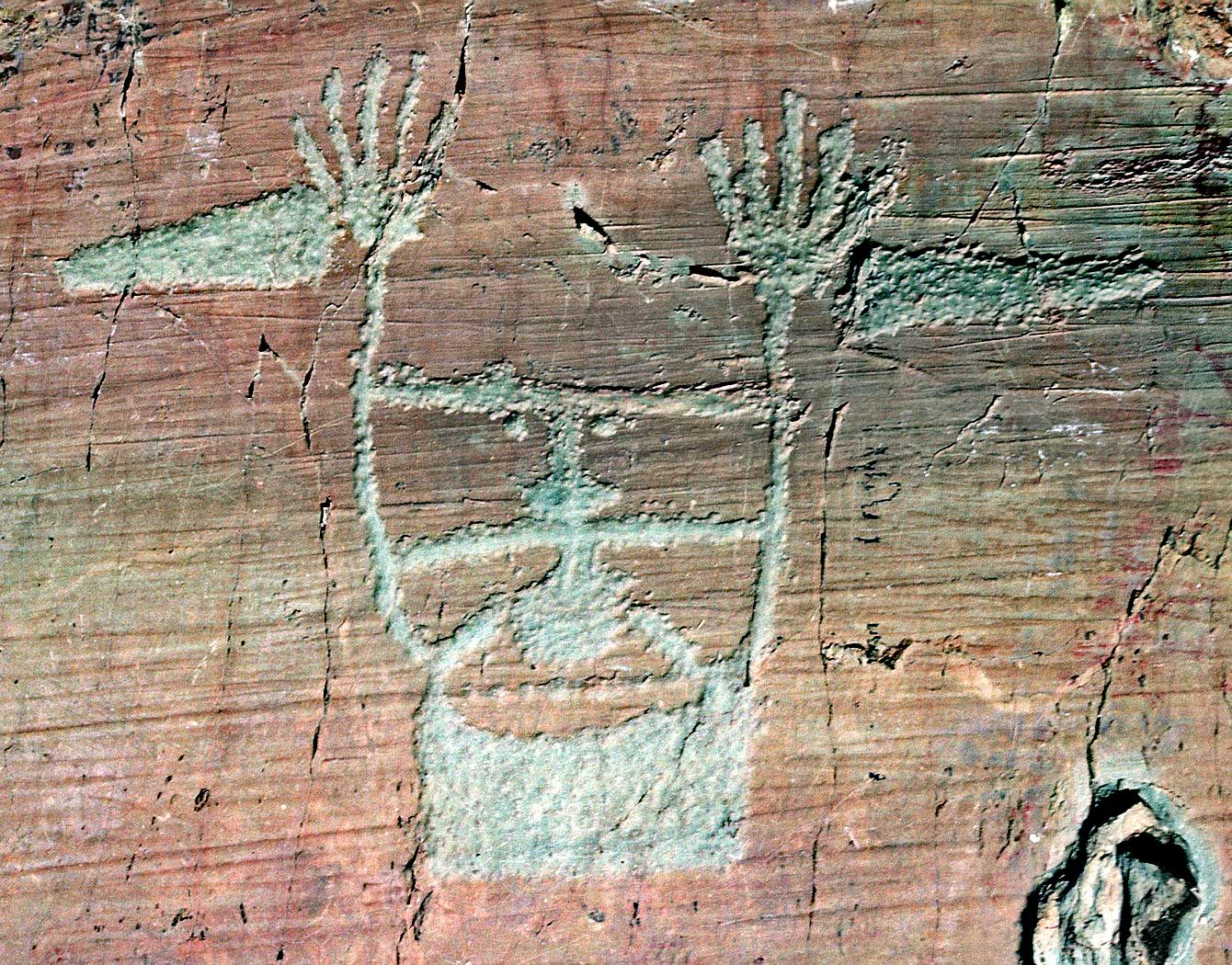
Le sorcier, vallée des Merveilles
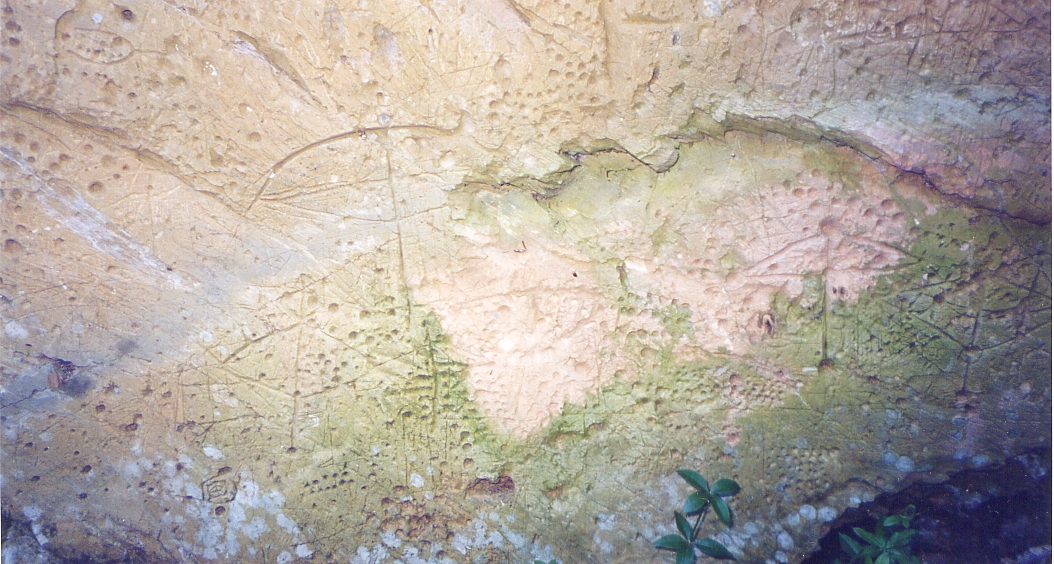
Peyro Escrito, Hérault

### Irlande

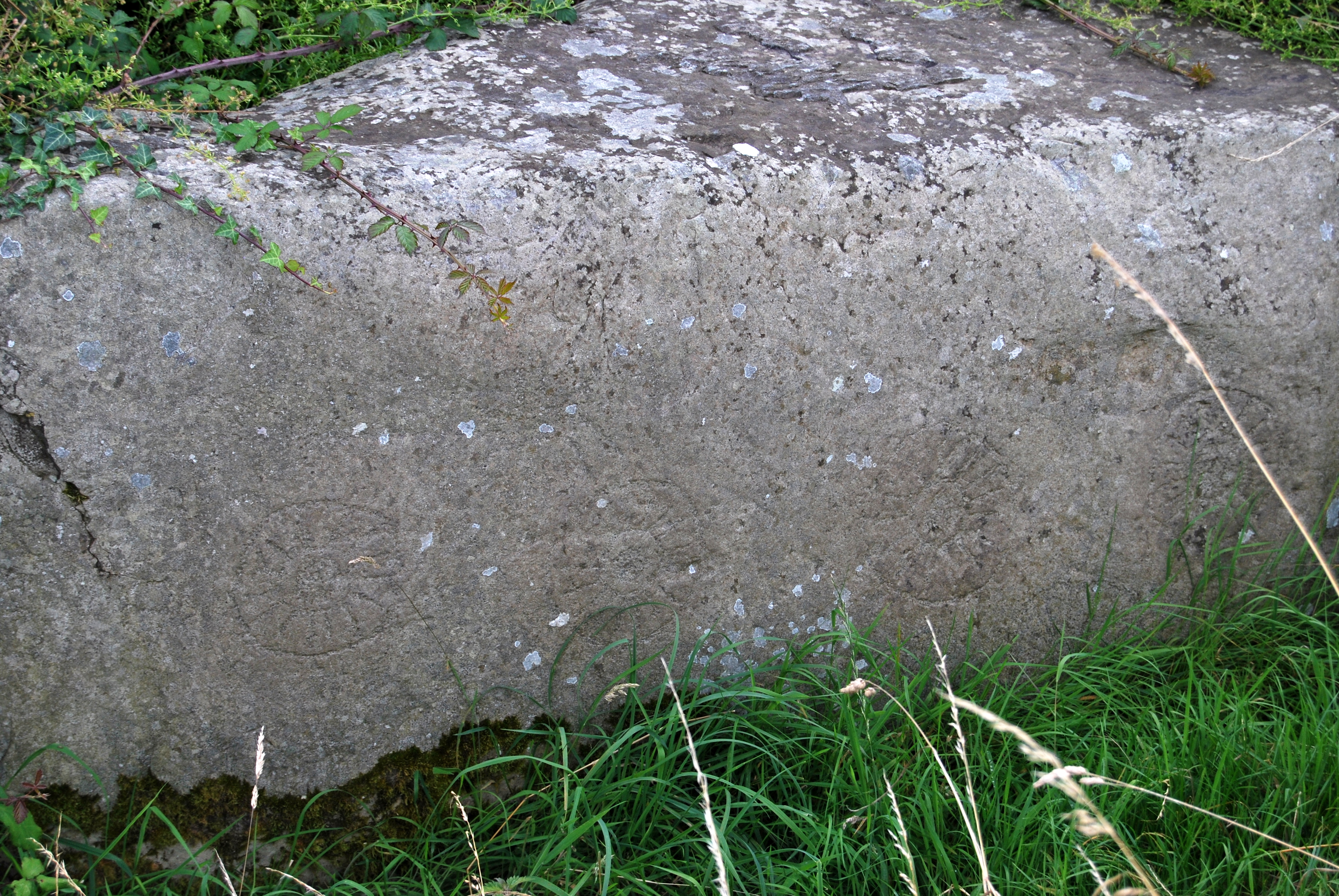
Tumulus de Dowth
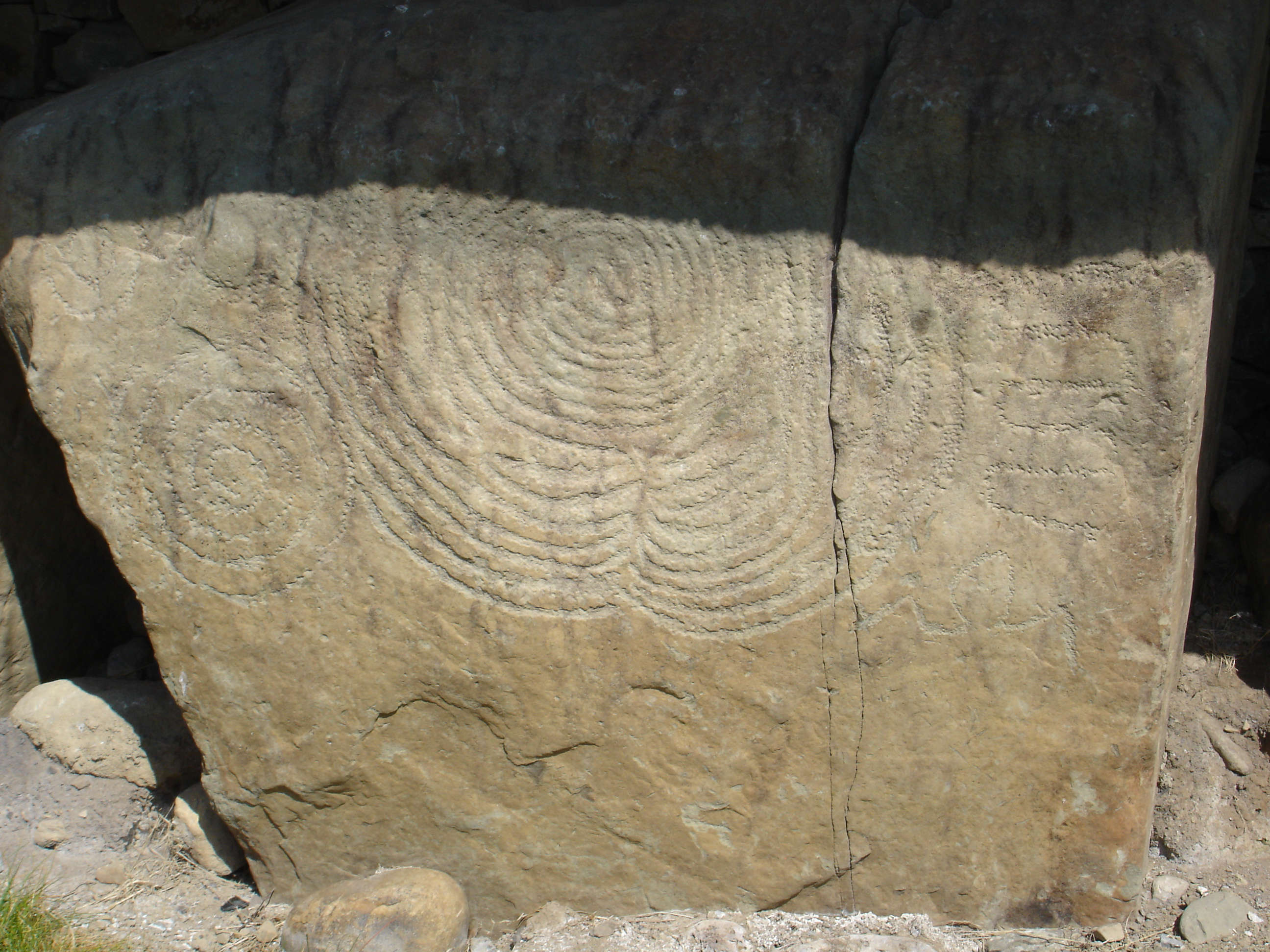
Knowth
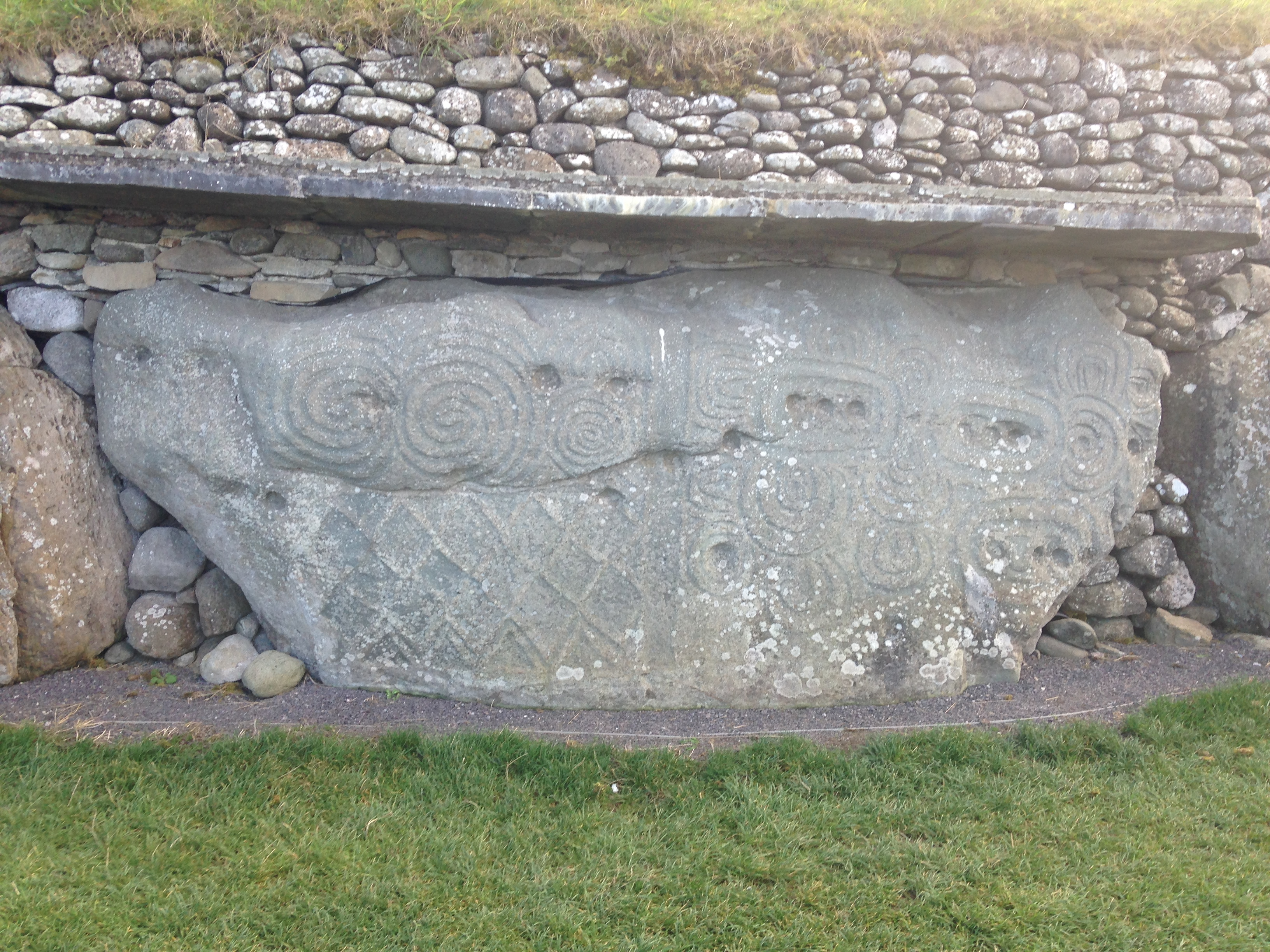
Newgrange
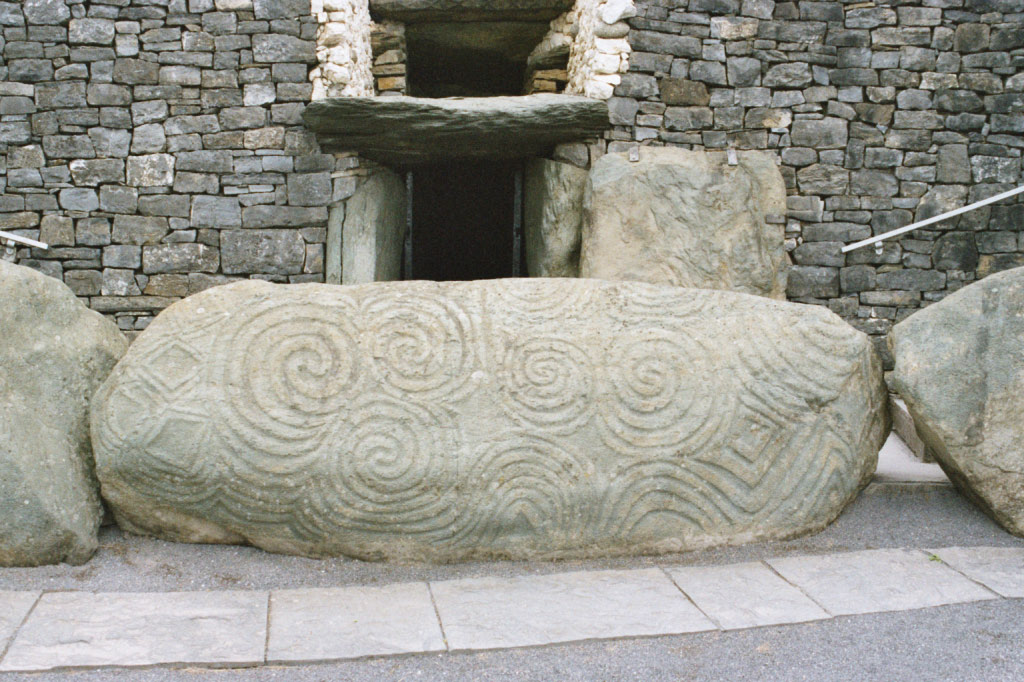
Newgrange

- Boheh Stone (en) (Mayo)
- Clonfinlough Stone (en) (Kinnitty)
- Dowth
- Knowth
- Loughcrew
- Newgrange
- Tara

### Italie

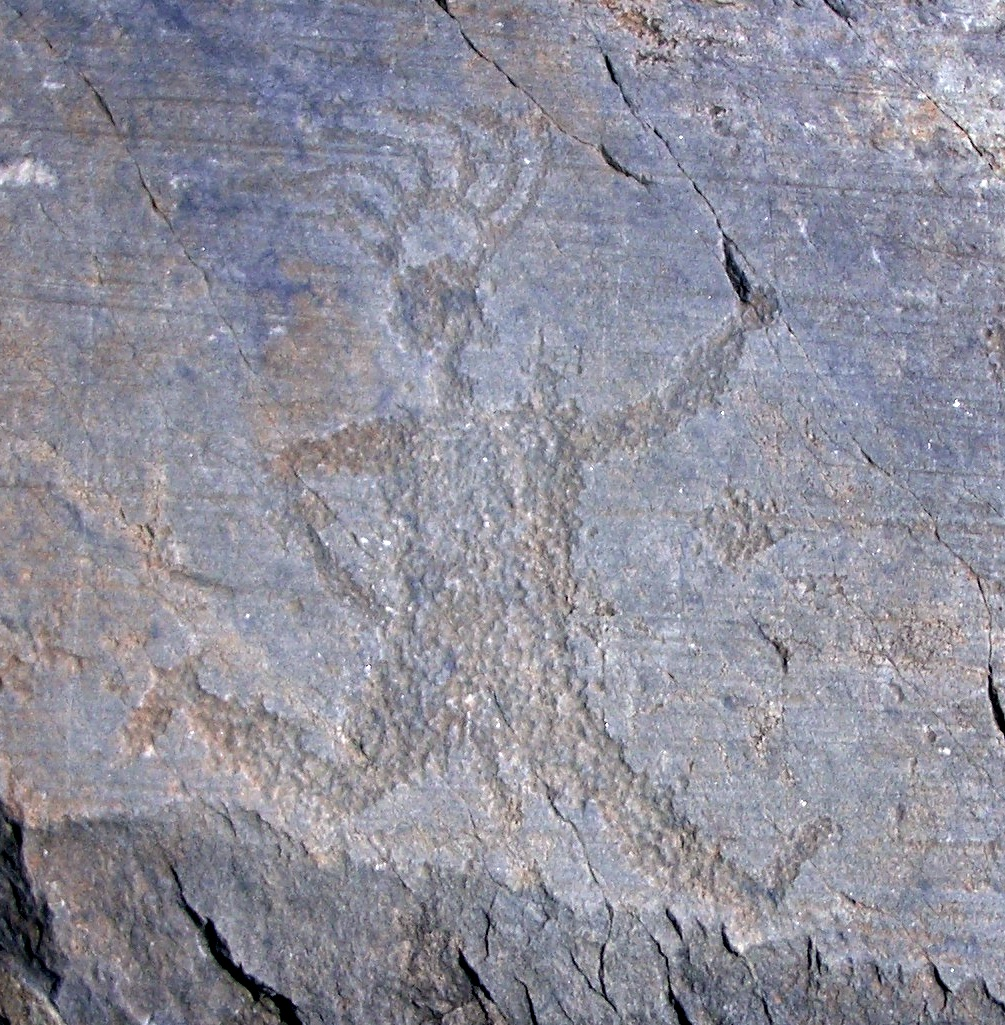
Capo di Ponte, Val Camonica
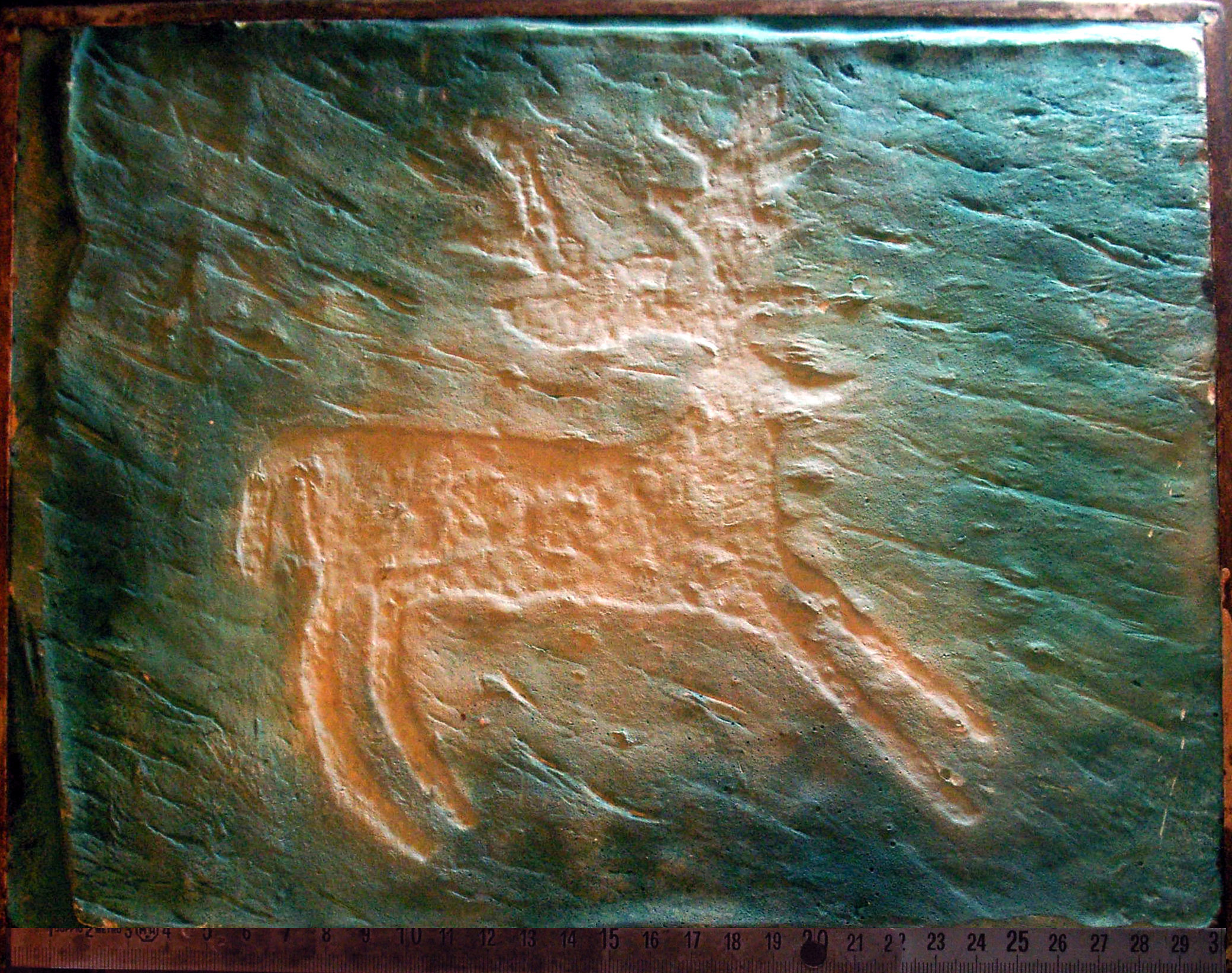
Cerf
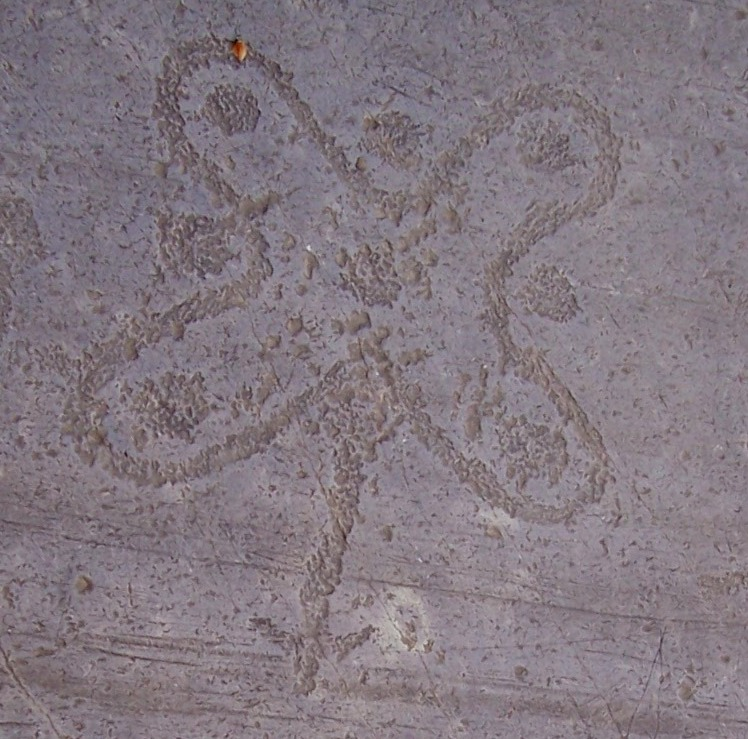
Rose camunienne
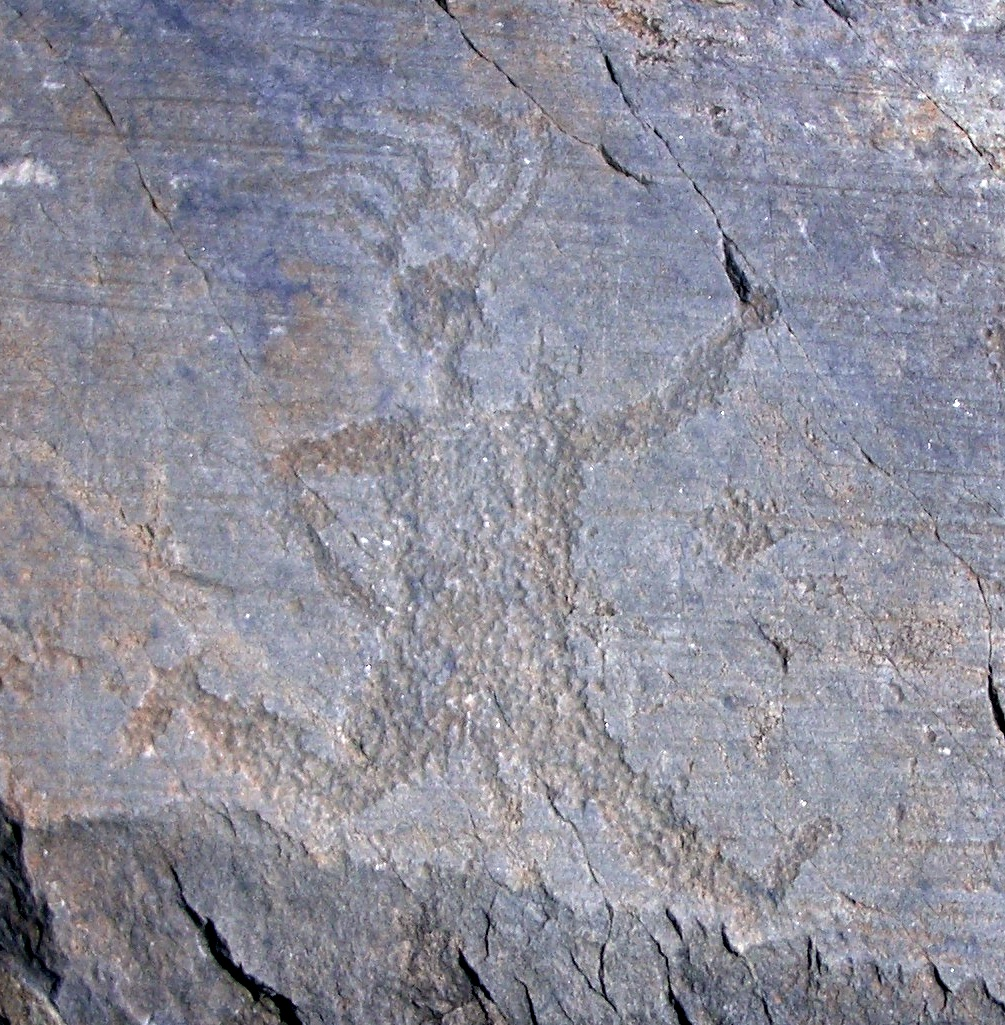
Coureur
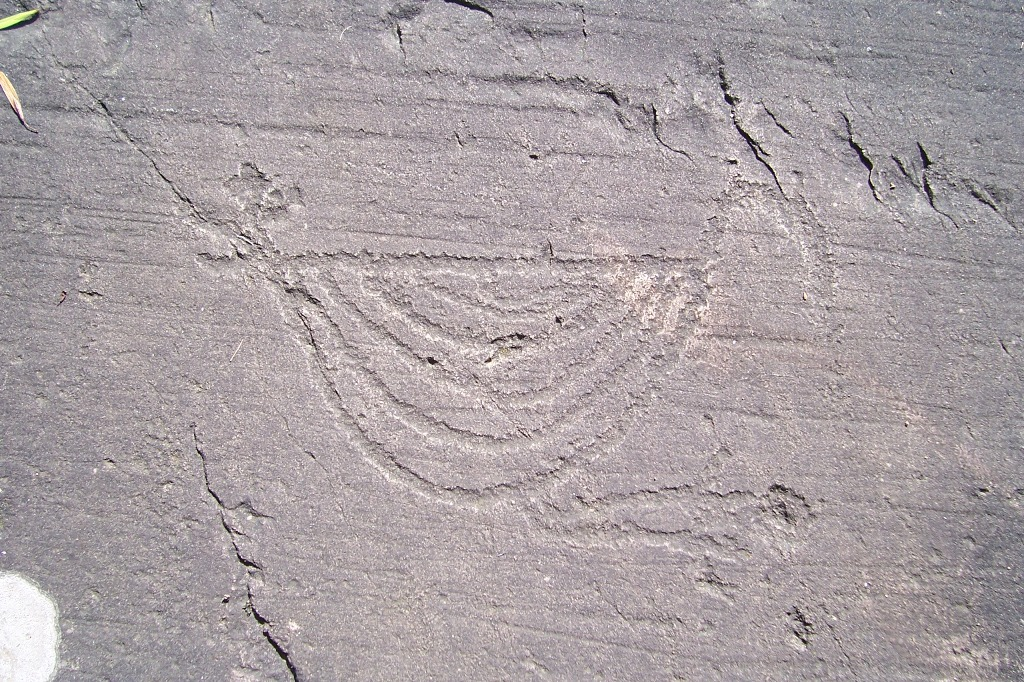
rapace

- Val Camonica, Lombardie[2]

### Norvège

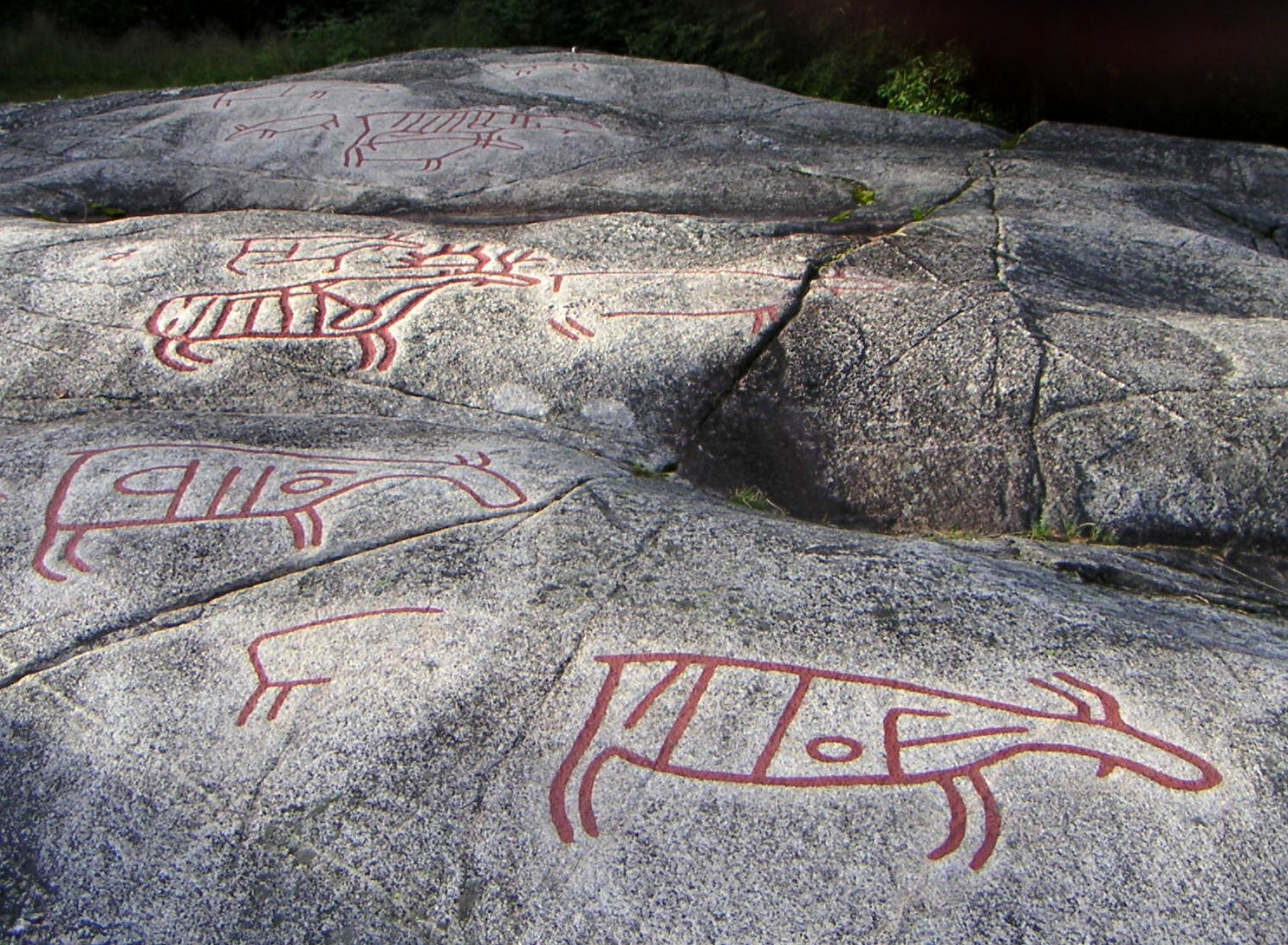
Hellerisner Etna
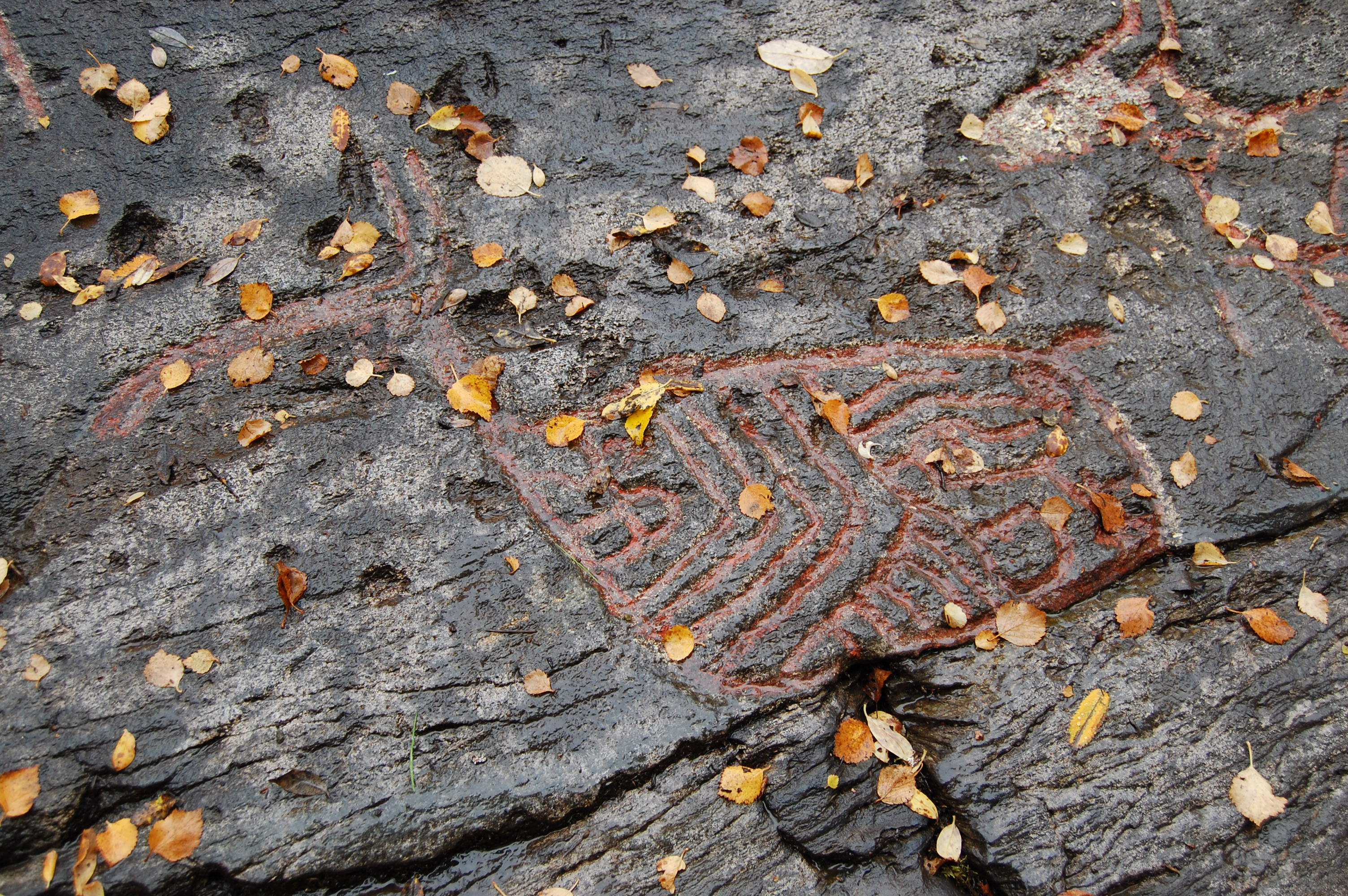
Bukkhammarn Tennes
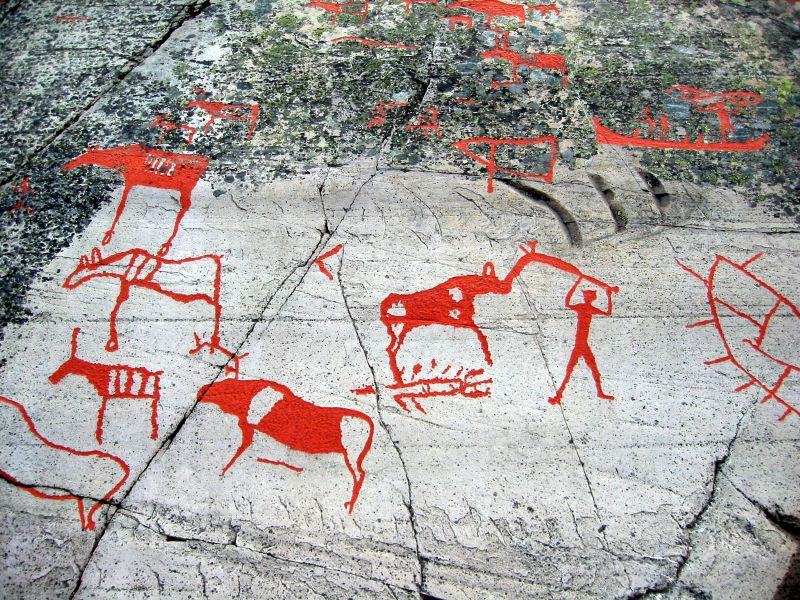
Alta
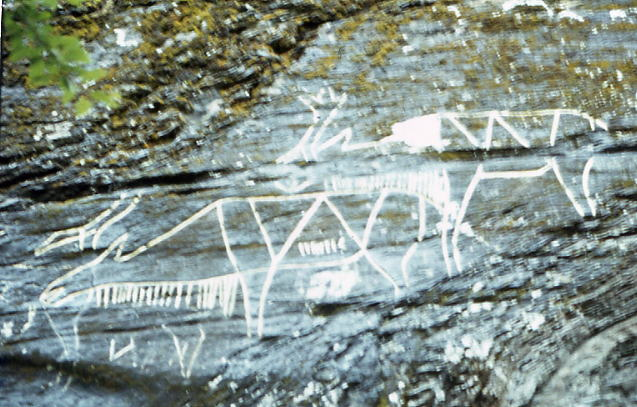
narvik
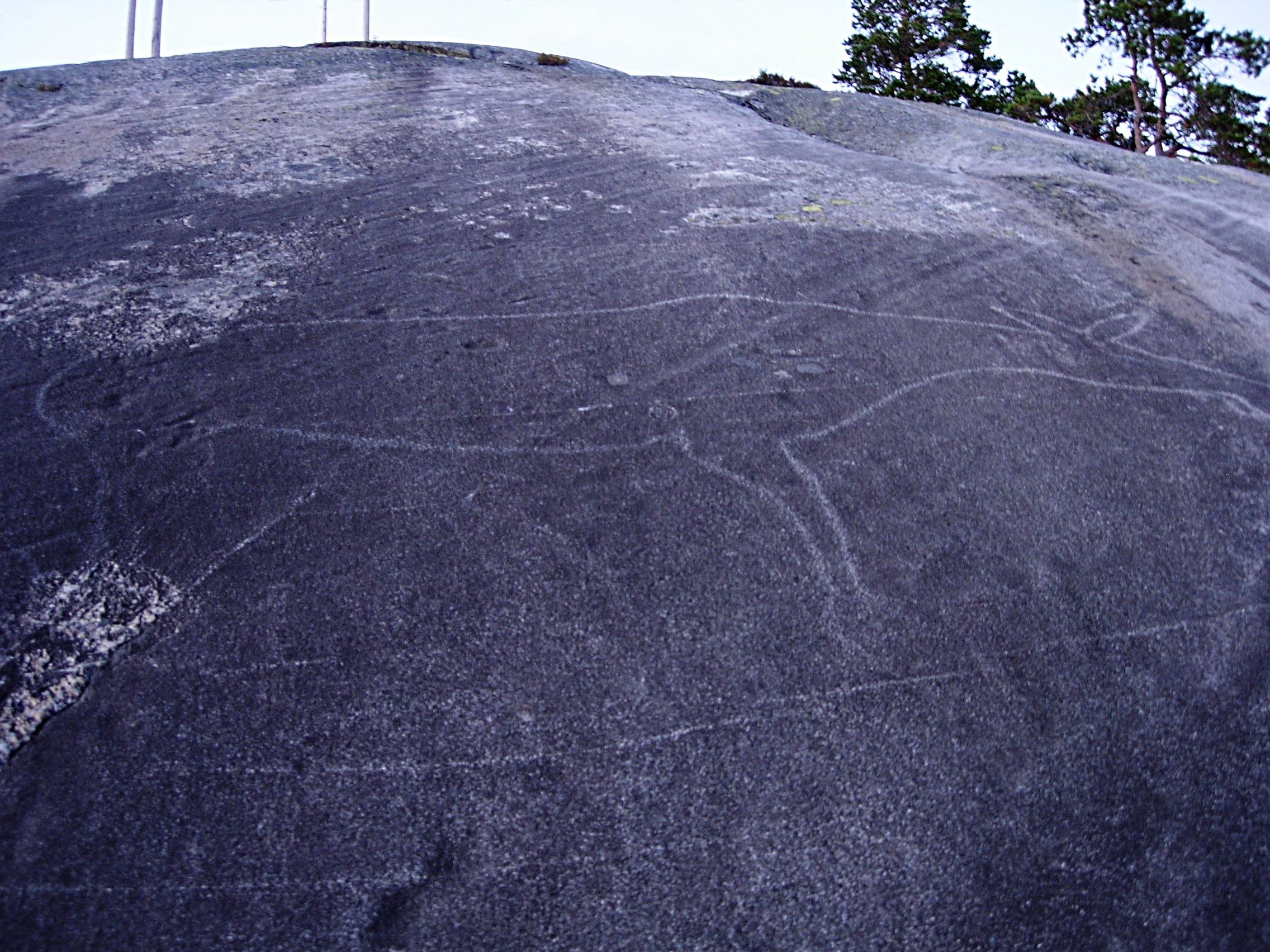
Vagan

- Liste des gravures rupestres de Norvège, dont le site d'art rupestre d'Alta

### Portugal
- Antas de Chão Redondo (Sever do Vouga)
- Vallée de Côa[3]

### Royaume-Uni
- Angleterre :
  - Creswell Crags, Nottingham
  - Durham
  - Gardom's Edge, Derbyshire
  - Ilkley Moor, Yorkshire
  - Northumberland

- Écosse :

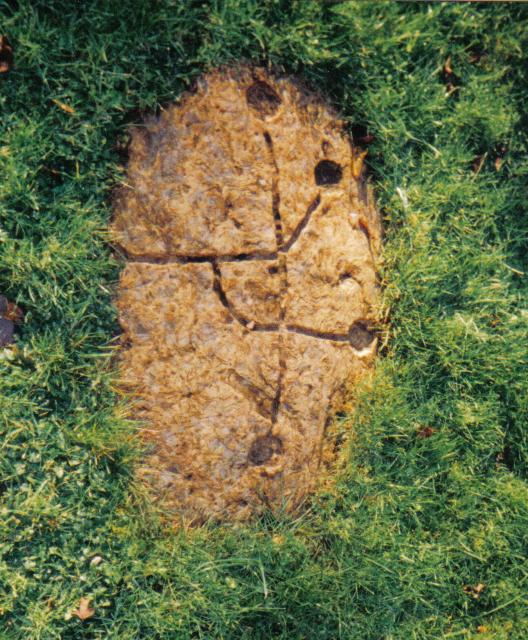
Pétroglyphe de Dalgarven Mill, North Ayrshire, Écosse.

  - Museum of Ayrshire Country Life and Costume, North Ayrshire
  - Townhead, Galloway[4]
  - la femme de Westray (en) ou Vénus d'Orkney

- Cercles de pierres dans les Îles Britanniques et en Bretagne (en), Liste de cercles de pierres (en)

### Russie
Russie européenne :

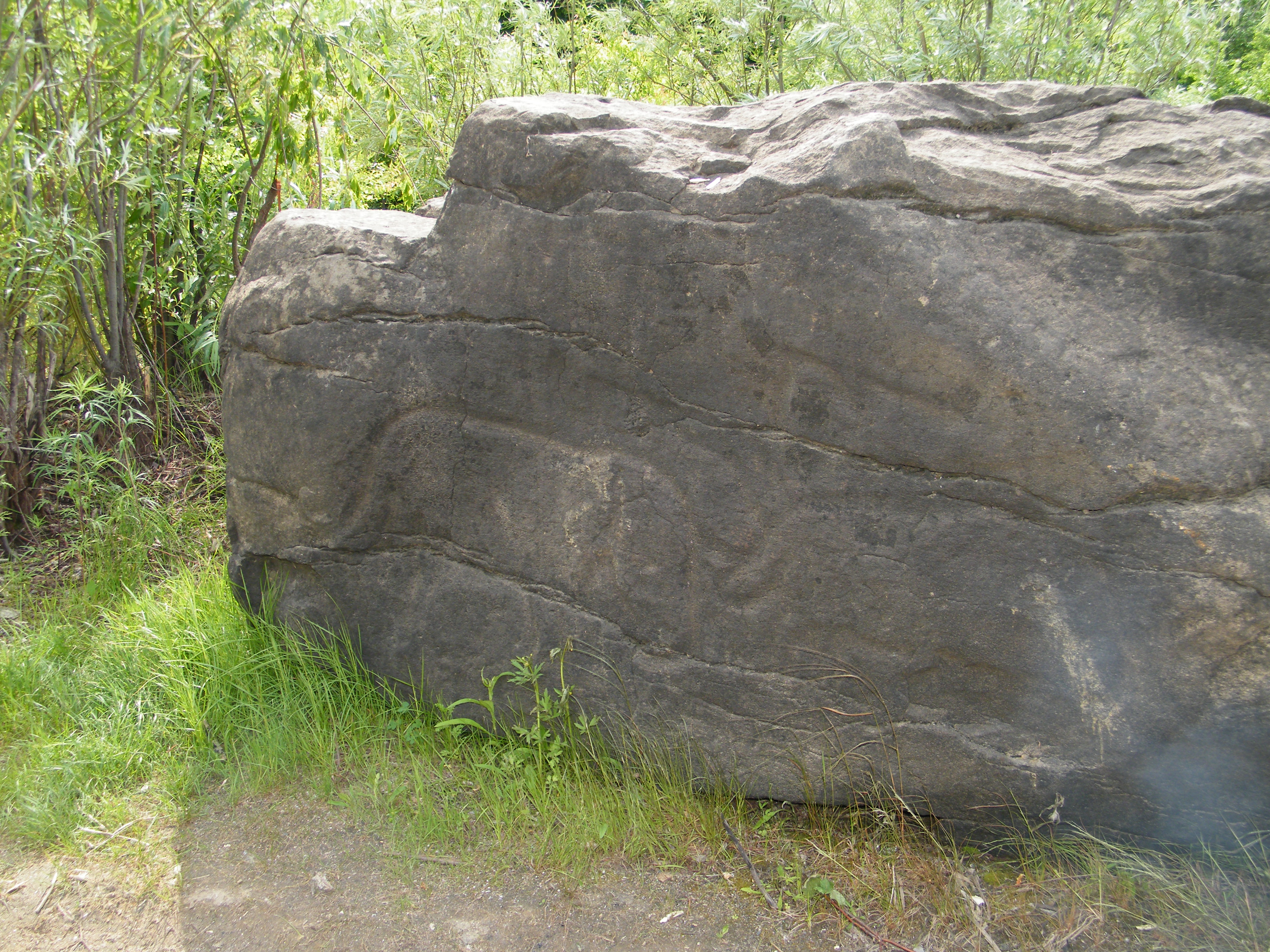
Mammouth sur basalte, Sikachi-Alyan.

- République de Carélie : Parc des pétroglyphes près de Petrozavodsk, Pétroglyphes du lac Onéga, Pétroglyphes de Belomorsk
- Oblast de Kemerovo : Tomskaya Pisanitsa
- Kraï de Khabarovsk : Sikachi-Alyan
- Oblast de Mourmansk : Pétroglyphes de Kanozero

### Suède
- Gravures rupestres de Suède
- Ångermanland : Nämforsen
- Blekinge : Torhamn
- Bohuslän : Tanum[5]
- Götaland : Sud ouest de la Scanie, Alvhem, Västra Götaland
- Jämtland : Glösa, Gärde
- Östergötland : Himmelstalund, près de Norrköping
- Scanie : Tombe royale de Kivik, Kivik
- Södermanland : Slagsta
- Uppland : Enköping
- Västerbotten : Pétroglyphes de Norrfors, Umeå[6]
- Västmanland : Häljesta

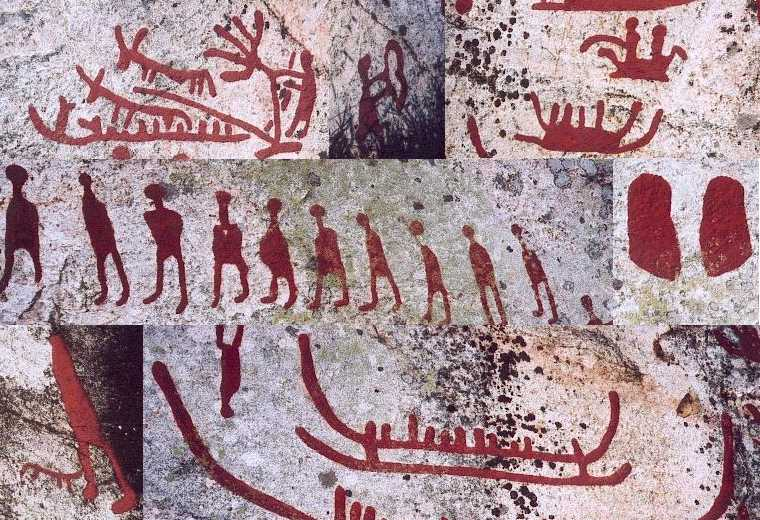
Image composite de pétroglyphes de Scandinavie (Häljesta, Västmanland en Suède). Âge du Bronze Nordique.
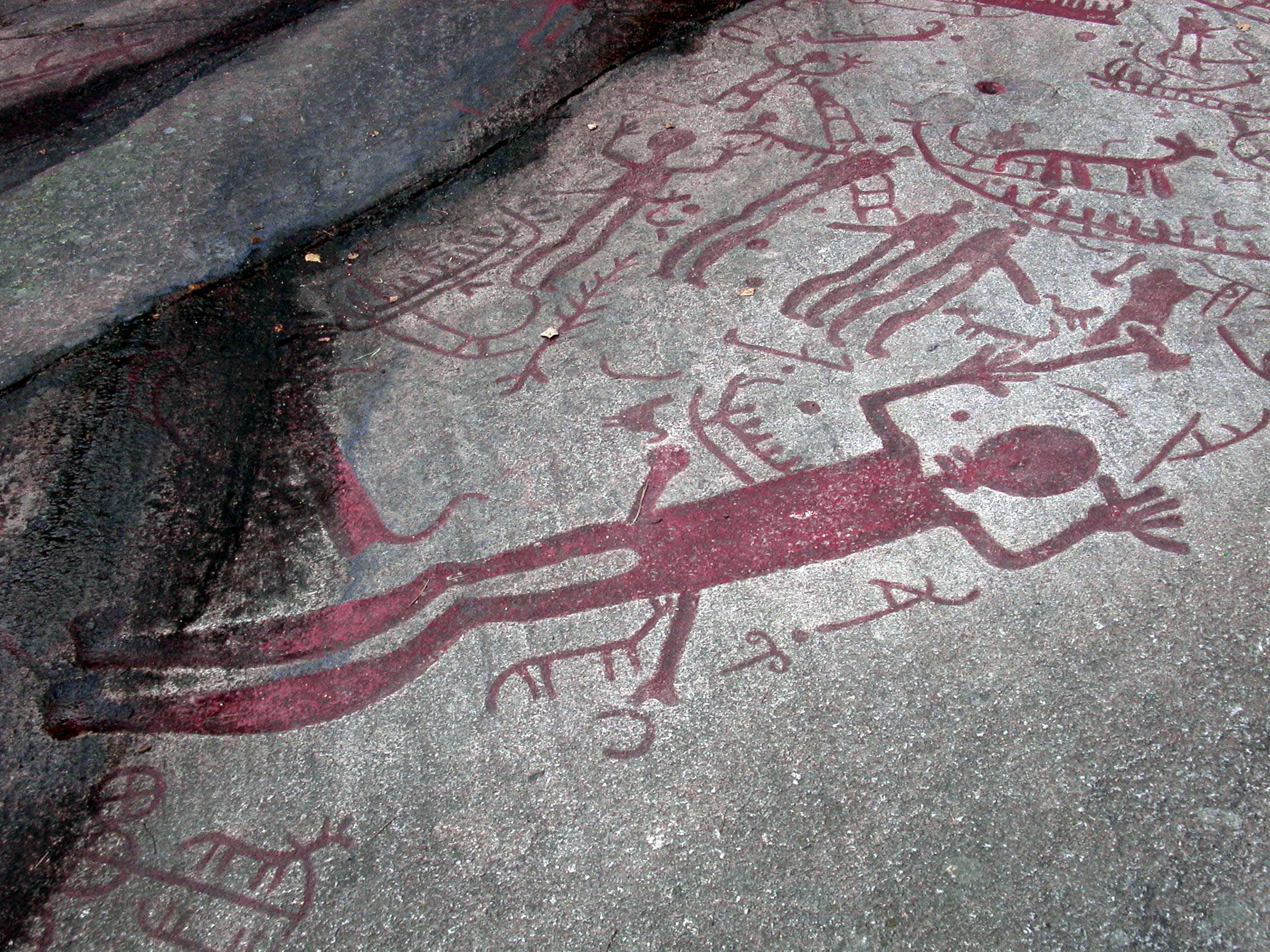
Brastad
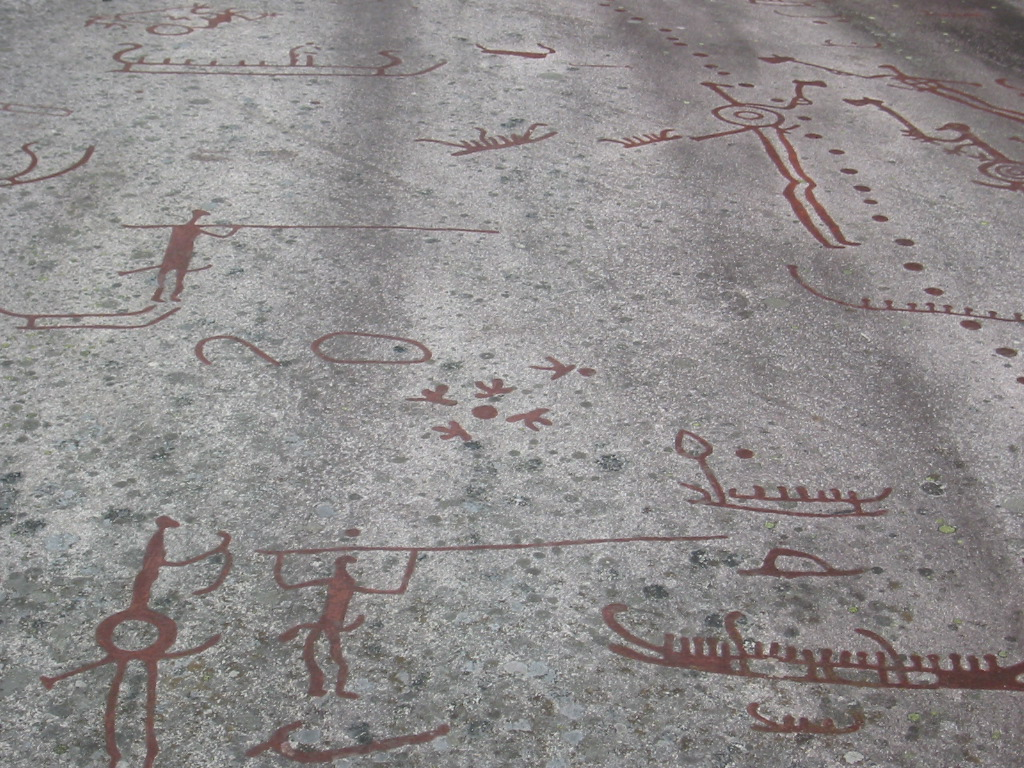
Tanum

### Ukraine

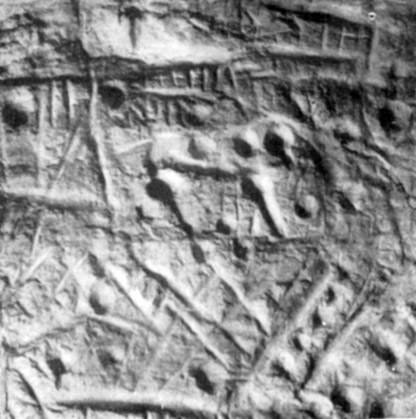
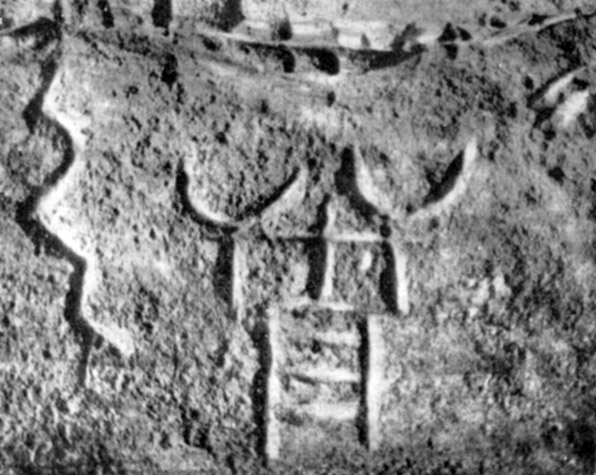
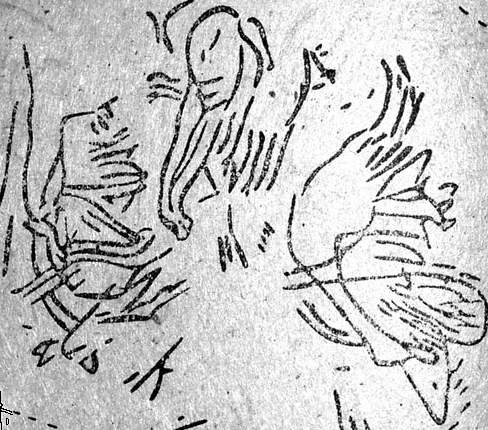
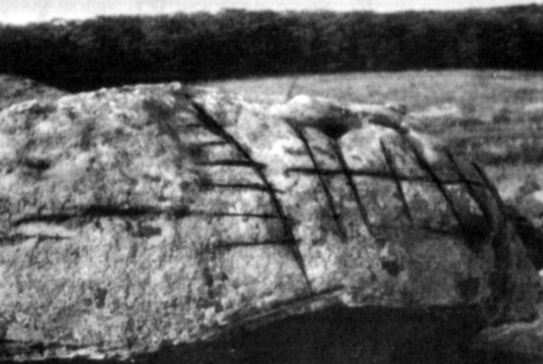
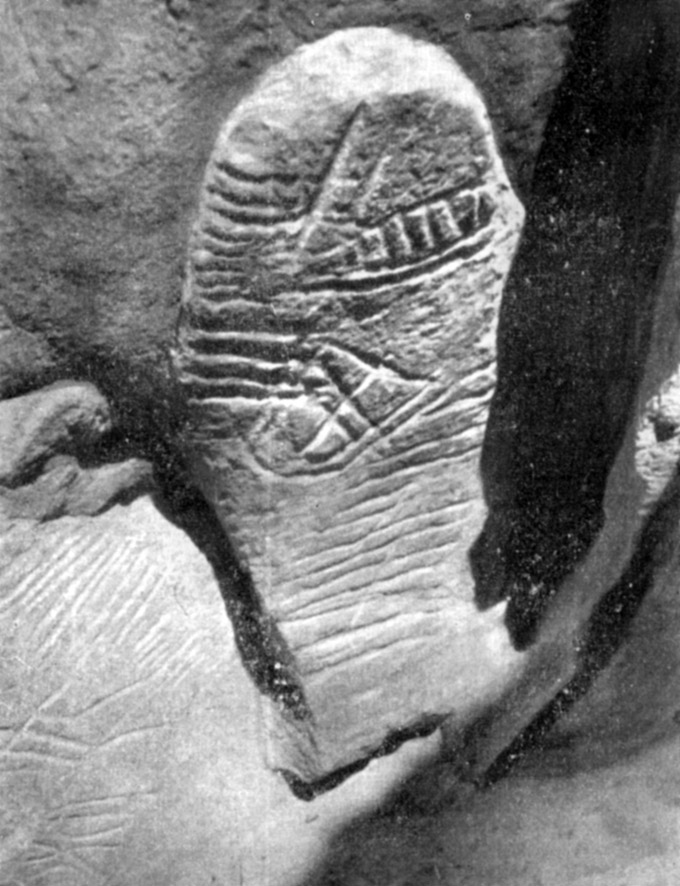

- Kamiana Mohyla, Zaporijia